# Schwesterherzen – Ramonas wilde Welt
Schwesterherzen – Ramonas Wilde Welt (orig. Ramona and Beezus) ist eine US-amerikanische Filmkomödie nach Beverly Clearys Roman Beezus and Ramona und dessen Fortsetzungen. Ihre Premiere war am 23. Juli 2010 in Nordamerika, der deutsche Kinostart folgte am 14. Oktober 2010. Der Film spielte insgesamt 27,4 Millionen US-Dollar in den Kinos ein. Durch die DVD-Verkäufe kamen bis heute noch einmal 13 Millionen US-Dollar dazu.

## Handlung
Die aufregende und kreative Drittklässlerin Ramona Quimby befindet sich oft in Schwierigkeiten in der Schule und zu Hause, in der Regel mit ihrem Freund und Nachbar Howie. Ramona und ihre Schwester Beatrice streiten sich oft. Als ihr Vater Robert seinen Job verliert, hat die Familie große Schulden. Deswegen versucht Ramona Wege zu finden, Geld zu verdienen. Das versucht sie mit dem Verkauf von Limonade und Autowaschanlagen zu verdienen, die nach hinten losgehen.
Währenddessen kommt Ramonas Tante Bea, um die Familie zu besuchen und ist einer der wenigen Menschen, die Ramona in all ihrer Exzentrizitäten übernimmt. Als Ramona und Beezus versuchen, Abendessen für ihre Eltern zu machen, fängt die Pfanne Feuer, weil Beezus mit Henry telefoniert. Während die Schwestern streiten, hört Henry, dass Beezus ihn liebt. Nach dem Streit will Ramona ihre Katze Picky-Picky füttern, findet sie stattdessen tot auf und ist am Boden zerstört. Die Mädchen halten eine private Trauerfeier für Picky-Picky und sind zueinander freundlicher geworden. Nachdem Robert einen Job gefunden hat, er dafür aber mit seiner Familie nach Oregon ziehen muss, entscheiden Ramonas Eltern ihr Haus zu verkaufen. Ramona versucht zu helfen, beginnt aber versehentlich einen Wasserkampf mit den Nachbarn. Der Kampf endet, als der Hinterhof der Nachbarn überschwemmt ist und eine Box zum Vorschein kommt, die Hobart vor Jahren begraben und nach der er immer gesucht hat. Hobart erklärt, dass in der Schachtel Erinnerungsstücke von der Beziehung mit Bea aus ihrer Teenagerzeit sind. Er will ihr einen Heiratsantrag machen. Zögernd nimmt Bea den Antrag an und die Familie beginnt, eine improvisierte Hochzeit zu planen.
Robert bekommt einen Anruf von Ramonas Lehrerin Frau Meachum. Ramona hat das Gefühl unerwünscht zu sein und rennt weg; nachdem ihre Mutter ihre Meinung nicht ändern kann, hilft sie ihren Koffer zu packen. Mit einem schweren Koffer kommt Ramona an eine Bushaltestelle und öffnet den Koffer, um zu sehen, was ihre Mutter hineingegeben hat. Sie findet ein Buch. Ihre Familie findet sie und jeder ist glücklich.
Bei Bea und Hobarts Hochzeit rettet Ramona den Tag, indem sie die Eheringe findet, die Howie verloren hat. Robert dankt Ramona auch, weil er ein Jobangebot von ihrer Schule bekommen hat; Frau Meachum empfahl Robert dem Vorstand der Schule zum neuen Kunstlehrer, nachdem sie das Wandbild sah, das er und Ramona als ein Projekt für die Klasse gemacht haben. Ramona ist mit der Nachricht erfreut, denn sie müssen nicht mehr umziehen. Bevor Bea und Hobart ihre Flitterwochen in Alaska beginnen gibt Ramona ihnen ein Medaillon mit einem Bild ihrer Schule.

## Synchronisation
Synchronisiert wurde der Film von den Firmen FFS Film- & Fernseh-Synchron GmbH und München/Berlin. Dialogregie führte Katrin Fröhlich. Das Dialogbuch stammt von Marius Clarén.
| Figur                | Darsteller       | Deutscher Sprecher   |
| -------------------- | ---------------- | -------------------- |
| Ramona Quimby        | Joey King        | Paulina Rümmelein    |
| Beezus               | Selena Gomez     | Gabrielle Pietermann |
| Robert Quimby        | John Corbett     | Nicolas Böll         |
| Dorothy Quimby       | Bridget Moynahan | Claudia Lössl        |
| Tante Beatrice „Bea“ | Ginnifer Goodwin | Melanie Manstein     |
| Onkel Hobart         | Josh Duhamel     | Torben Liebrecht     |
| Howie Kemp           | Jason Spevack    | Marco Roda           |
| Susan Kushner        | Sierra McCormick | Isabelle Rauscher    |
| Mrs. Meacham         | Sandra Oh        | Christin Marquitan   |
| Mrs. Kushner         | Kathryn Zenna    | Katrin Fröhlich      |
| Großmutter Kemp      | Janet Wright     | Lisa Kreuzer         |
| Willa Jean           | Ruby Curtis      | Giulia Roda          |
| Henry Huggins        | Hutch Dano       | Tim Schwarzmaier     |

## Soundtrack
Zum Film wurde am 13. Juli 2010 eine Soundtrack-Single veröffentlicht. Die Single beinhaltet das Lied Live Like There’s No Tomorrow von Selena Gomez. Das Lied ist ebenfalls auf dem Album A Year Without Rain vorhanden.
- Walking On Sunshine
- Eternal Flame
- Peanut Butter Jingle
- (Let's Get Movin') Into Action
- Three Little Birds
- Edge of the World
- Here It Goes Again
- A Place in This World
- How I Love You
- Picking Me Up
- Everybody
- Live Like There's No Tomorrow
- Say Hey (I Love You)

## Rezeption
Schwesterherzen erhielt ein eher gutes Presseecho, was sich auch in den Auswertungen US-amerikanischer Aggregatoren widerspiegelt. So erfasst Rotten Tomatoes überwiegend wohlwollende Besprechungen und ordnet den Film dementsprechend als „Verbrieft Frisch“ ein. Laut Metacritic fallen die Bewertungen im Mittel „Durchwachsen oder Durchschnittlich“ aus. Es folgen einige repräsentative Pressestimmen:

„Allens Regie ist klug und einfallsreich; besonders unterhaltsam ist die gelegentliche Phantasterei des Films.“

„Fans der Ramona-Quimby-Bücher werden enttäuscht sein, aber ältere Mädchen werden es lieben.“

Bei den Teen Choice Awards 2010 wurde Selena Gomez in der Kategorie Choice Summer Movie Star: Female nominiert. Joey King erhielt den Young Artist Awards 2011 in der Kategorie Beste Hauptdarstellerin in einem Spielfilm – zehn Jahre oder jünger.

## Belege und weiterführende Informationen
1. ↑  Schwesterherzen – Ramonas wilde Welt Kino.de, abgerufen am 28. März 2015.
2. ↑  Schwesterherzen – Ramonas wilde Welt in der Deutschen Synchronkartei
3. ↑  Schwesterherzen – Ramonas wilde Welt – Soundtracks. Internet Movie Database, abgerufen am 16. Februar 2016.
4. 1 2  Schwesterherzen – Ramonas wilde Welt. In: Rotten Tomatoes. Fandango, abgerufen am 27. Dezember 2024 (englisch, aggregiert aus 90 Kritiken).
5. 1 2  Schwesterherzen – Ramonas wilde Welt. In: Metacritic. Abgerufen am 27. Dezember 2024 (englisch, aggregiert aus 29 Kritiken).
6. ↑  Perry Seibert: Kritik zu Schwesterherzen – Ramonas wilde Welt (Memento vom 26. Juli 2019 im Internet Archive) bei AllMovie (englisch)
7. ↑  Datenbankabfrage bei cinemascore.com
8. 1 2  Anna Smith: Review. In: Empire. 4. Oktober 2010, abgerufen am 2. September 2024 (englisch): „Fans of the Ramona Quimby books will be disappointed, but tween girls will love it.“
9. ↑  Dan Kois: Review. In: The Washington Post. 23. Juli 2010, abgerufen am 2. September 2024 (englisch): „Allen's direction is bright and imaginative; particularly enjoyable are the movie's occasional flights of fancy.“
10. ↑  Schwesterherzen – Ramonas wilde Welt – Awards. Internet Movie Database, abgerufen am 17. Februar 2016.

- Weitere Filmlinks:
- IMDb: Link |
- OFDb: Link |
- AFI: Link |
- Box Office Mojo: Link |
- Schnittberichte: Link |
- TMDb: Link |
- Letterboxd: Link |
- Moviepilot: Link |
- bearbeiten